# Acid glutamic
Acid glutamic là một α-amino acid với công thức hóa học C5H9O4N. Nó thường được viết tắt thành Glu hoặc E trong hóa sinh. Cấu trúc phân tử của nó có thể viết đơn giản hóa là HOOC-CH(NH2)-(CH2)2-COOH, với hai nhóm carboxyl -COOH và một nhóm amino -NH2. Tuy nhiên, trong trạng thái rắn và các dung dịch acid nhẹ, phân tử sẽ có một cấu trúc zwitterion điện tích −OOC-CH(NH+3)-(CH2)2-COOH.
Acid này có thể mất một proton từ nhóm carboxyl để tạo ra acid liên hợp, anion âm điện đơn glutamate −OOC-CH(NH+3)-(CH2)2-COO−. Dạng hợp chất này rất phổ biến trong các dung môi acid. Chất dẫn truyền thần kinh glutamate đóng vai trò chính trong việc kích hoạt neuron. Anion này cũng chịu trách nhiệm về hương vị thơm ngon (umami) của một số thực phẩm nhất định, và được sử dụng trong các loại hương vị glutamate như bột ngọt. Trong các dung dịch có độ kiềm cao, anion âm kép −OOC-CH(NH2)-(CH2)2-COO− còn lại. Gốc tự do tương ứng với glutamate được gọi là glutamyl.
Mononatri glutamat (tiếng Anh: monosodium glutamate, viết tắt MSG), thường được gọi bột ngọt hoặc mì chính, là muối natri của acid glutamic.
Acid glutamic được sử dụng bởi hầu hết các sinh vật sống trong quá trình sinh tổng hợp ra protein, được xác định trong DNA bằng mã di truyền GAA hay GAG. Nó không phải là hoạt chất thiết yếu trong cơ thể người, có nghĩa là cơ thể có thể tự tổng hợp nó.